# Lobostemon curvifolius
Lobostemon curvifolius är en strävbladig växtart som beskrevs av Buek. Lobostemon curvifolius ingår i släktet Lobostemon och familjen strävbladiga växter. Inga underarter finns listade i Catalogue of Life.